# Боре (Италия)
Боре (итал. Bore) — коммуна в Италии, расположена в области Эмилия-Романья, подчиняется административному центру Парма.
Население коммуны, на 01.01.2024 года, составляет 632 человека, плотность населения — 14,88 чел./км². Коммуна занимает площадь 42,47 км². 
Почтовый индекс — 43030. Телефонный код — 0525.
Покровителем коммуны почитается святой Лаврентий Римский, день его памяти ежегодно отмечается 10 августа.

## Демография
Динамика населения:

## Администрация коммуны
Главой коммуны является мэр Диего Джусти, с 9 июня 2024 года.